# Distretto di Battalgazi
Il distretto di Battalgazi (in turco Battalgazi ilçesi) è uno dei distretti della provincia di Malatya, in Turchia.